# Enchytraeus sabulosus
Enchytraeus sabulosus is een ringworm uit de familie van de Enchytraeidae. De wetenschappelijke naam van de soort is voor het eerst geldig gepubliceerd in 1906 door Southern.